# Eysarcoris nuda
Espèce
Eysarcoris nuda est une espèce fossile d'insectes hétéroptères (les punaises) de la tribu des Eysarcorini (sous-famille des Pentatominae, famille des Pentatomidae).

## Classification
L'espèce Eysarcoris nuda est décrite en 1891 par le paléontologue et entomologiste allemand Bruno Förster (1852-1924),.

### Fossiles
Selon Paleobiology Database en 2023, il n'y a aucune collection de fossiles référencés.

### Étymologie
L'épithète spécifique nuda signifie en latin « nu ».

## Description

### Caractères
La diagnose de Nicolas Théobald en 1937, : 

« Förster a décrit sous ce nom un échantillon assez mal conservé venant de Brunstatt. Il atteint une taille de 12 mm, sans la tête et le pronotum. L'exemplaire que nous figurons ici est plus complet et mesure 15,5 mm.
La détermination est douteuse.
Origine : Brunstatt (un éch.), Kleinkembs deux éch. : R900 et 1011 de la coll. Mieg. ».

### Dimensions
L'insecte a une longueur totale de 15,5 mm.

## Galerie
- Quelques espèces du genre Eysarcoris.
- Eysarcoris aeneus.
- Eysarcoris ventralis.
- Eysarcoris ventralis.
- Eysarcoris venustissimus.

### Publication originale
- [1891] (de) Bruno Förster, « Die Insekten der "Plattigen Steinmergels" von Brunstatt », Abhandlungen zur Geologischen Specialkarte von Elsass-Lothringen, vol. 3, no 1,‎ 1891, p. 335-593.